# 和田武司
和田 武司（わだ たけし、1933年 - ）は、日本の中国文学者、拓殖大学名誉教授。

## 経歴
1933年、東京都で生まれた。東京都立大学人文学部で学び、卒業。
北京の人民中国雑誌社勤務を経て、拓殖大学外国語学部教授に就いた。2004年に拓殖大学を定年退職し、名誉教授となった。

## 著作
著書
- 『野心と権力』(人物中国志 1,政治編) 毎日新聞社 1974
  - 文庫化 徳間文庫
- 『陶淵明伝論 田園詩人の憂鬱』朝日選書 2000

共編著
- 『乱世行動術』丹羽隼兵共著、主婦と生活社 1974
  - 文庫化 徳間文庫(史記に学ぶ)
- 『鄧小平伝：不屈の革命家』田中信一共著、徳間書店 1977
- 『陶淵明 隠逸詩人』(中国の詩人 その詩と生涯 2) 松枝茂夫共著、集英社 1983
- 『四字熟語集』奥平卓共著、岩波ジュニア新書 1987
- 『漢語名言集』奥平卓共著、岩波ジュニア新書 1989
- 『楽しむ四字熟語』奥平卓共著、岩波ジュニア新書 1991

訳書
- 『墨子』(中国の思想 5) 経営思潮研究会、1964
  - 再版 徳間書店
- 『中国の故事名言』(中国の思想 別巻) 市川宏共訳、経営思潮研究会、1966
  - 再版 徳間書店 1991　のち新版
- 『陶淵明』李長之著、松枝茂夫共訳、筑摩書房(筑摩叢書) 1966
  - 新版
- 『毛沢東語録』市川宏共訳、河出書房新社 1966
- 『支配の力学』(史記 3) 丸山松幸共訳、徳間書店 1972
  - 文庫化
- 『梟雄の系譜』(十八史略 3) 奥平卓共訳、徳間書店 1975
  - 文庫化
- 『魯迅』(世界文学全集 93) 松枝茂夫共訳、講談社 1975
- 『少年時代』(郭沫若選集 1) 藤本幸三共訳、雄渾社 1976
- 『中国の古典文学 西遊記』山谷弘之共訳、さ・え・ら書房 1976-77
- 『宋名臣言行録』朱熹著、徳間書店 1976
- 『民衆の大連合 毛沢東初期著作集』竹内実共編、講談社 1978
- 『覇者の行動学』(三国志 2) 大石智良共訳、徳間書店 1979
- 『司馬遷：諷刺と称揚の精神』李長之著、徳間書店 1980
  - 文庫化
- 『三十六計：秘本兵法』徳間書店 1981
- 『創造十年』(郭沫若選集 2) 藤本幸三共訳、雄渾社 1986
- 『孔子の末裔』孔徳懋口述、筑摩書房 1986
- 『インタビュー中国女性事情』張辛欣・桑曄（英語版）著、田口佐紀子共訳、草風館 1986
- 『芙蓉鎮』(現代中国文学選集 2) 古華著、杉本達夫共訳、徳間書店 1987
- 『北京発特電 台湾記者の中国大陸初レポート』李永得（中国語版）・徐璐著、講談社 1988
- 『陶淵明全集』松枝茂夫共訳注、岩波文庫 1990
  - ワイド版 1991年
- 『三国志考証学』李殿元・李紹先著、講談社、1996
- 『老鬼 わが青春の文化大革命』馬波著、多田佳子共訳、集英社 1996

漫画作品翻訳
- 『マンガ老荘の思想』蔡志忠作画、野末陳平監修、講談社 1987
  - 文庫化 講談社+α文庫
- 『マンガ孔子の思想』蔡志忠作画、胎中千鶴共訳、講談社 1989
  - 文庫化 講談社+α文庫
- 『マンガ孫子・韓非子の思想』蔡志忠作画、胎中千鶴共訳、講談社 1990
  - 文庫化 講談社+α文庫
- 『マンガ禅の思想』蔡志忠作画、講談社 1991
  - 文庫化 講談社+α文庫
- 『続・マンガ老荘の思想』蔡志忠作画 講談社 1991
  - 改題『マンガ老荘三〇〇〇年の知恵』講談社+α文庫
- 『マンガ唐詩の世界』蔡志忠作画、講談社 1992
- 『マンガ史記・列子の思想』蔡志忠作画、講談社+α文庫 1997
- 『マンガ李白・杜甫の思想』蔡志忠作画、講談社+α文庫 1997
- 『マンガ菜根譚・世説新語の思想』蔡志忠作画、講談社+α文庫 1998
- 『マンガ孟子・大学・中庸の思想』蔡志忠作画、講談社+α文庫 1998
- 『マンガ特別版 中国の思想大全』蔡志忠作画 講談社 1999
- 『マンガ版 笑って読む封神演義』蔡志忠作画 講談社 2000
- 『マンガ三国志・水滸伝の英傑たち』蔡志忠作画 講談社 2001